# Антіной

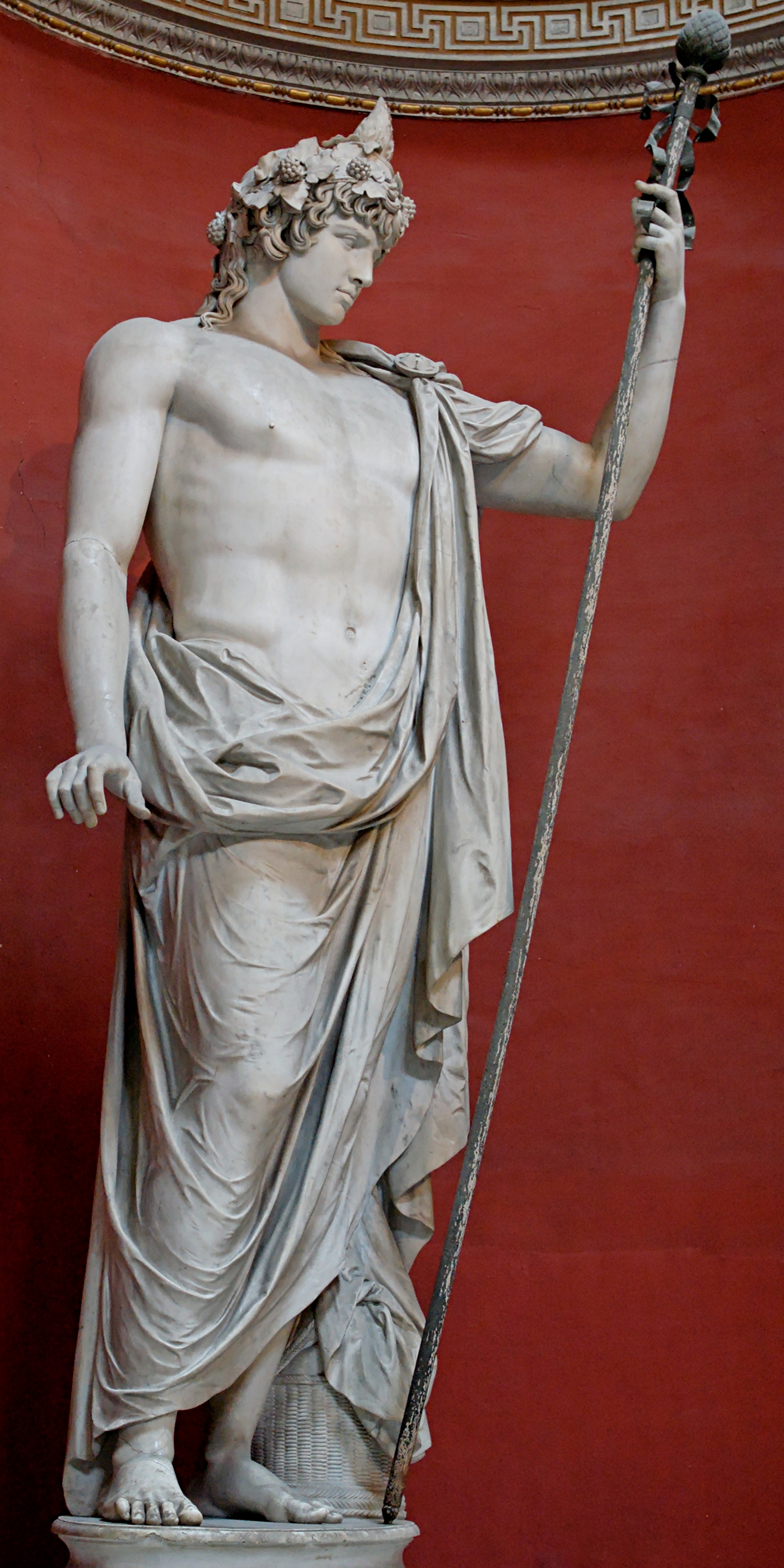
Статуя Антіноя з музею Пія-Климента

Антіной, часом Божественний Антиной (грец. Ἀντίνοος, лат. Antinous; бл.110 - 111— жовтень 130) — грецький юнак, коханець і постійний супутник римського імператора Адріана. Після смерті обожнений ним.

## Життєпис
Антіной був уродженцем малоазійської римської провінції Віфінія. Днем народження прийнято вважати 27 листопада. Імовірно, що імператор Адріан помітив красеня-грека під час своєї подорожі Віфінією у 123-124 році. Малоймовірно що Антиной був рабом, бо у тогочасному суспільстві раб не міг стати фаворитом, тим більше імператора, це було б ганебним вчинком. Крім того, відомо, що хлопець був освічений.  Ймовірно за походженням Антіной належав до середніх верств, хоча існують припущення і про його високе походження. Спочатку імператор відправив юнака на навчання до Риму, звідки той повернувся приблизно у 125-127 році. Відомо, що Адріан брав Антіноя з собою кожного разу, коли залишав Рим після 125 р. н. З 128 року юнак перебував при імператорі постійно. Втім через два роки, y жовтні 130, Антіной утопився в Нілі. Його загибель не має однозначного пояснення. Як версії висуваються: убивство хлопця заздрісниками його впливу при дворі; самогубство через ненависть до набагато старшого коханця; ритуальна жертва в честь Адріана; банальний нещасний випадок під час купання. Сам Адріан був прихильником версії нещасного випадку. Однак відомо, що за кілька років до того Адріан захворів на невідому хворобу і під час подорожі до Єгипту консультувався з відомим жерцем Пахратом, можливо з приводу лікування. Як зазначали деякі  римські літописці, наприклад Аврелій Віктор, можливо Антіной вирішив віддати своє життя в обмін на оздоровлення Адріана. І імператор, і Антіной вважали себе втаємниченими в різні культи та брали участь у містеріях та інших окультних практиках. В усякому разі після смерті коханця хвороба відступила, але імператор дуже сильно побивався за Антіноєм. Сучасники свідчать, що він «плакав, як жінка».

## Обожнення
Кохання Адріана до Антіноя стало справжнім надбанням матеріальної культури, адже імператор доклав величезних зусиль по возвеличенню свого супутника. 
Після трагічної смерті Антіной був обожнений за наказом Адріана, який ледь не збожеволів із горя. На честь юнака було збудовано місто Антинополь (лат. Antinopolis), де кожного року проводилися ігри на пам'ять нового "бога". Спочатку Антіной був похований у цьому місті, але потім його труп був перевезений до вілли Адріана в Тібурі, де для нього була споруджена велика усипальниця-храм. На честь Антіноя споруджувалися храми, відчеканювалися монети, створювалося сотні картин і скульптур, на яких Антіной був зображений із неземною красою. Кількість зведених статуй перебільшує кількість статуй будь-якого римлянина. Антіноя ототожнювали із єгипетським богом Осірісом, а іноді із грецьким Діонісом. За життя Адріана серед римських вельмож вважалося гарними манерами мати у себе хоча б одне зображення Антіноя. На сьогодні в різних місцях знайдено 115 статуй Антіноя разом із монетами з його зображенням. Придворні астрономи виділили Антіною окреме сузір'я на небі (сьогодні не використовується). Культ Антіноя проіснував до IV ст. і був заборонений Феодосієм у 391 році.
Рання християнська церква створила з цього гомосексуального кохання символ розпусти. Апологети раннього християнства ганили у своїх працях культ Антіноя, бо після смерті коханця Адріан почав гоніння на християн. 

## Галерея

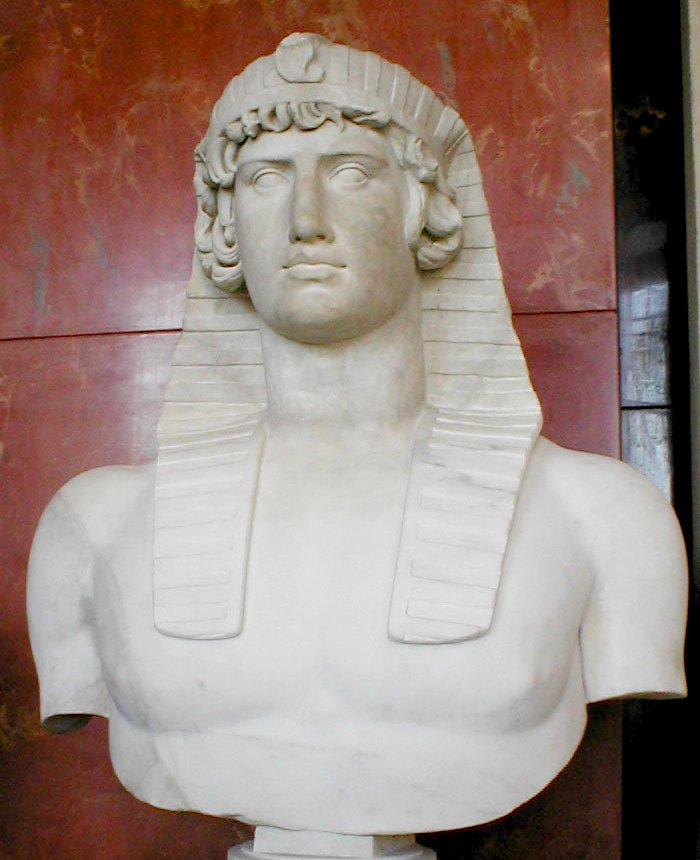
Антіной у образі Осіріса
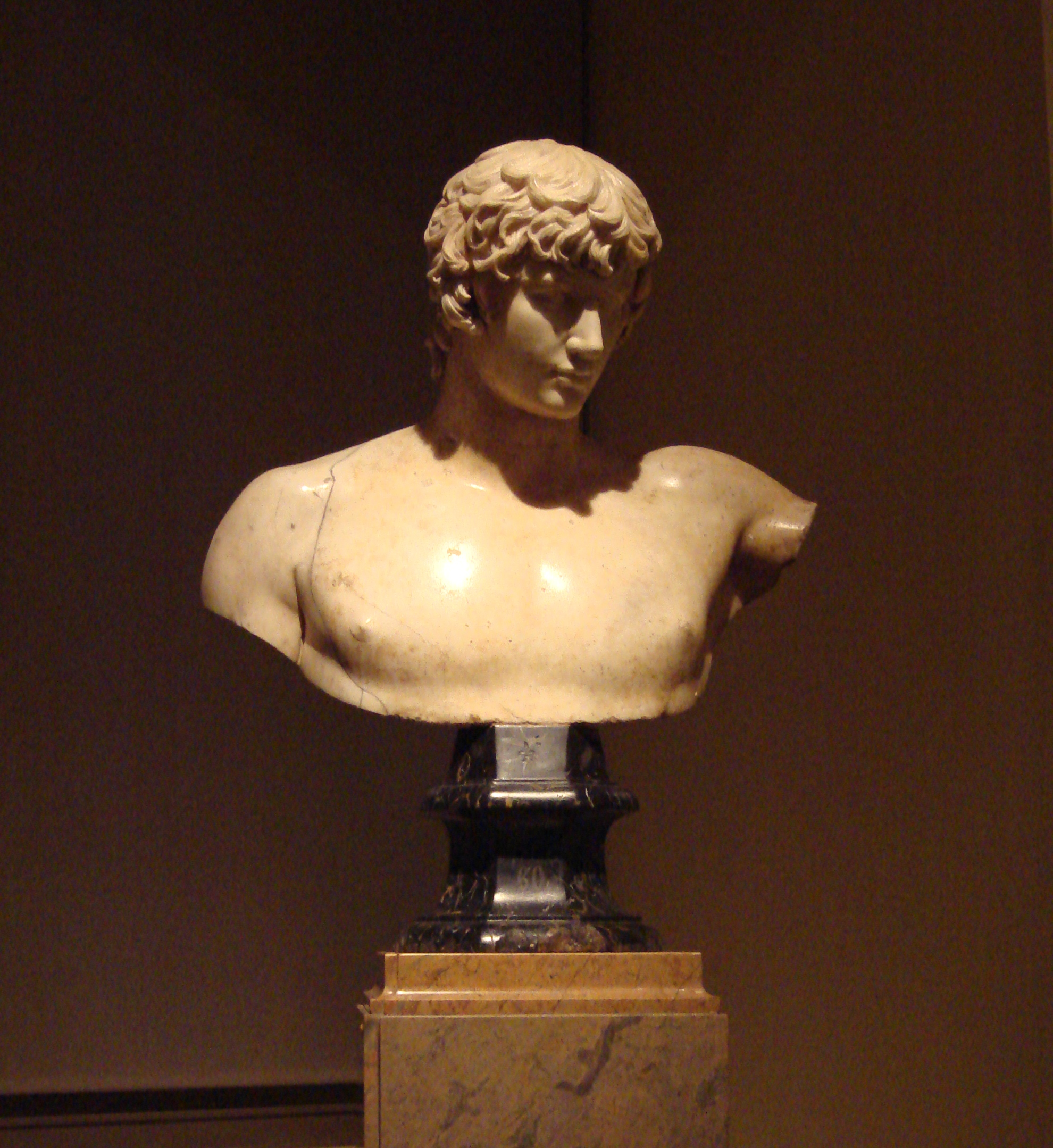
Статуя Антіноя
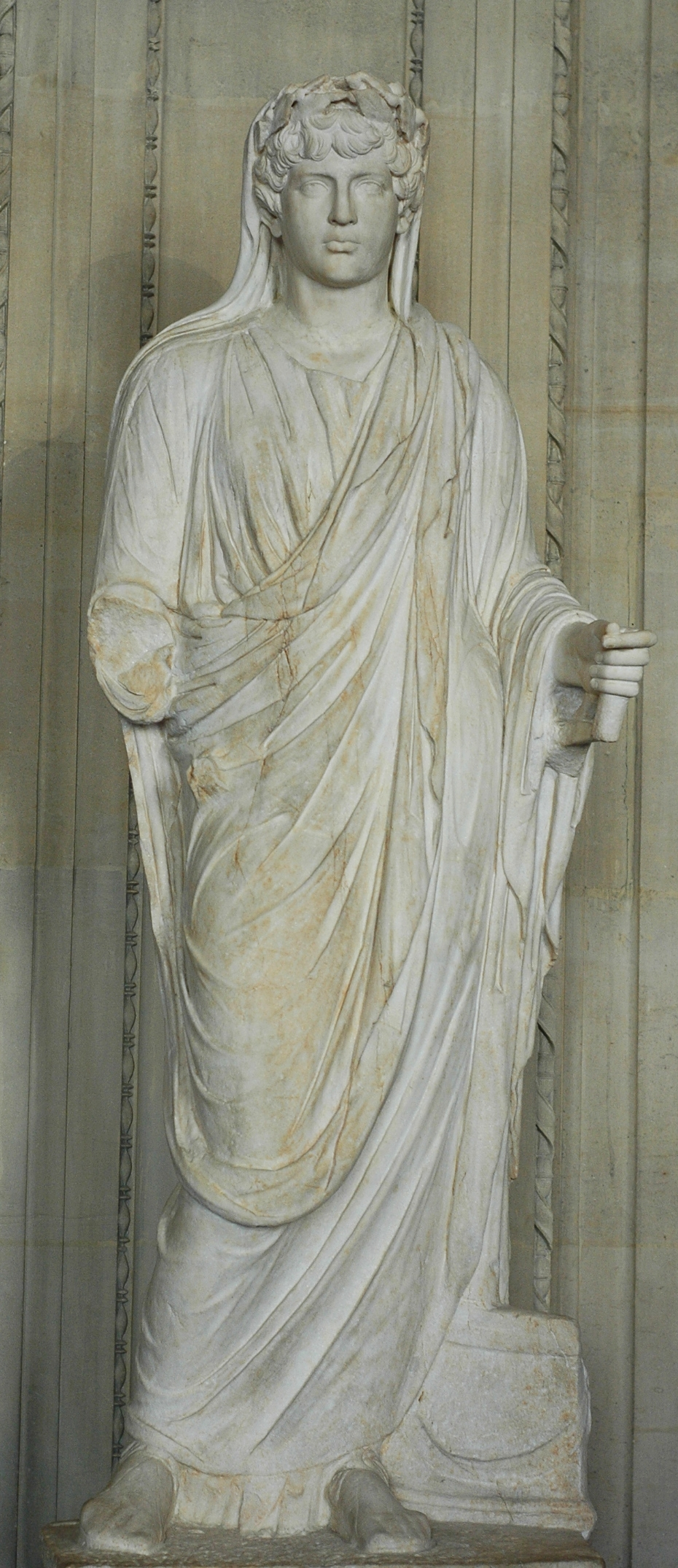
Статуя Антіноя в Луврі
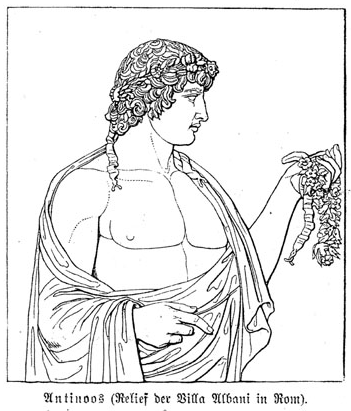
Рельєф із Антіноєм
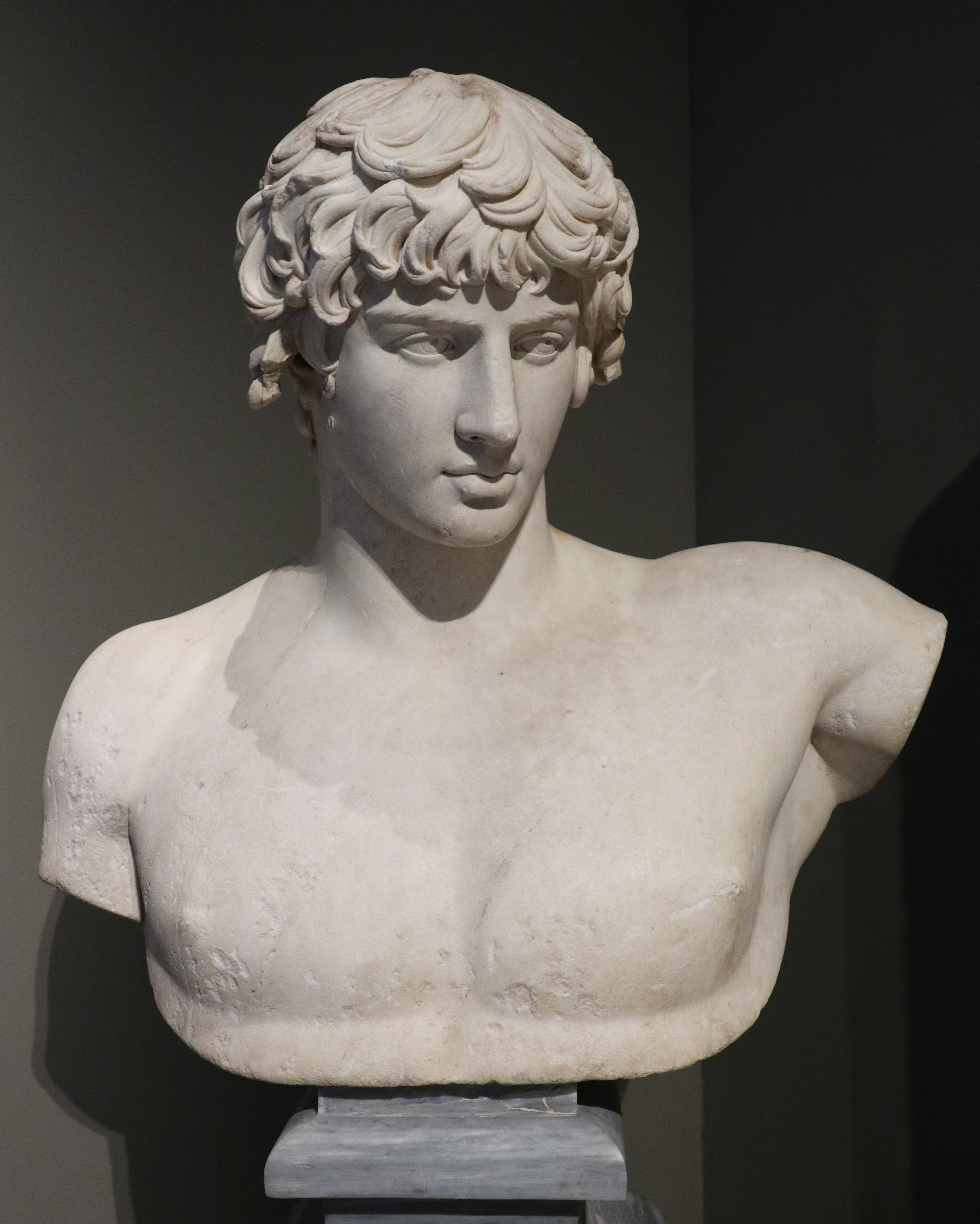
Стародавнє римське погруддя Антіноя часів Адріана
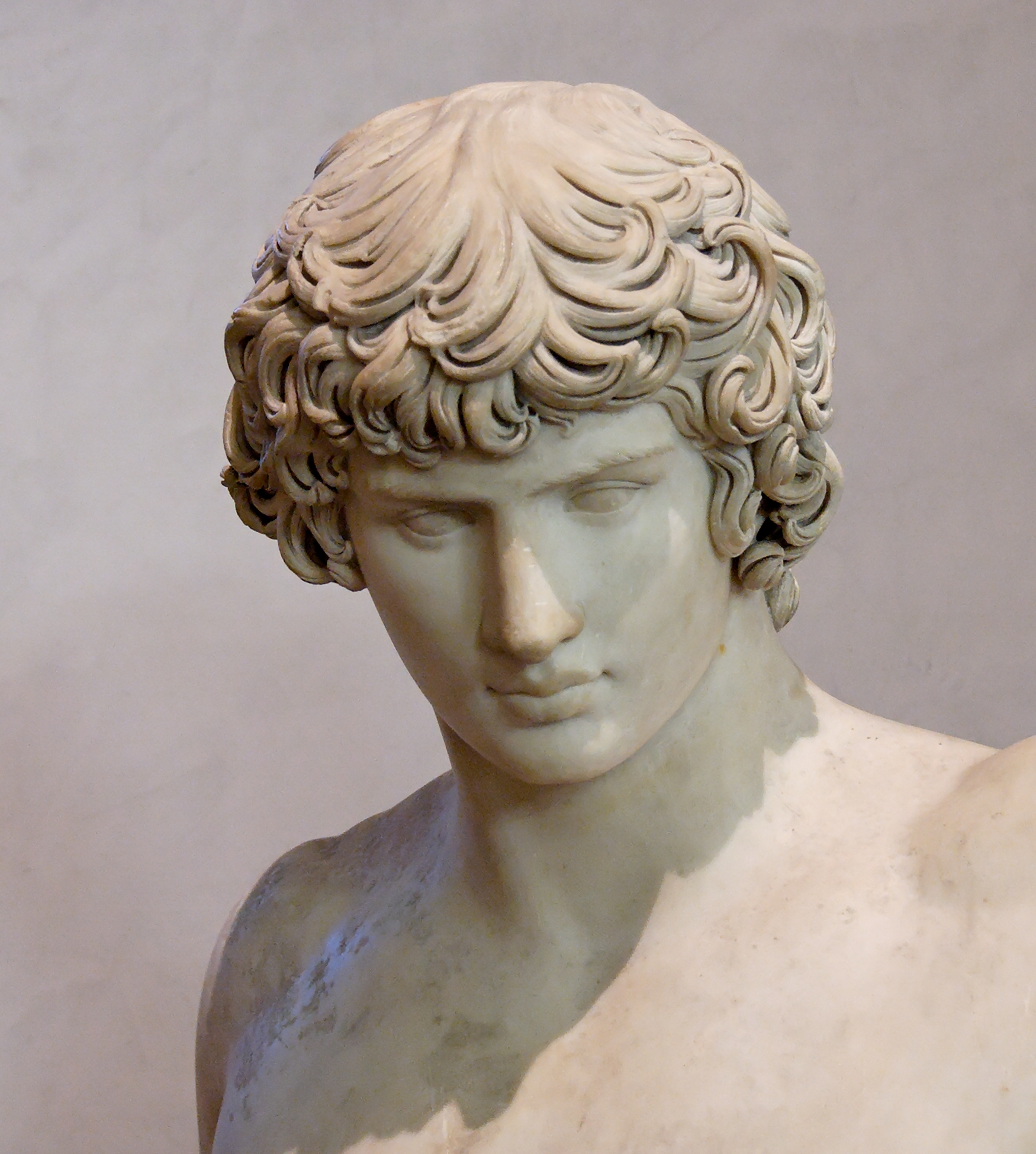
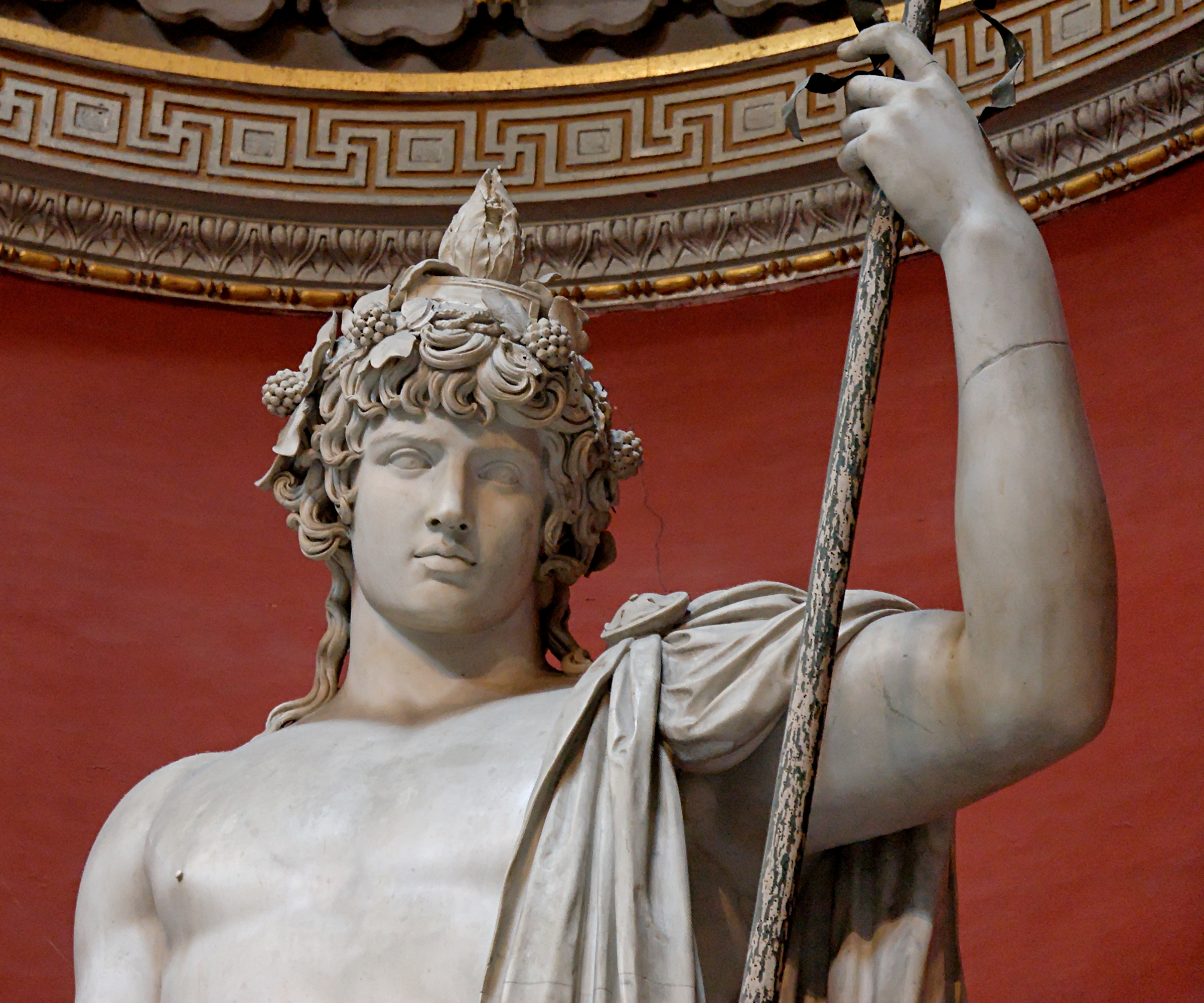
Як Бахус, Ватикан
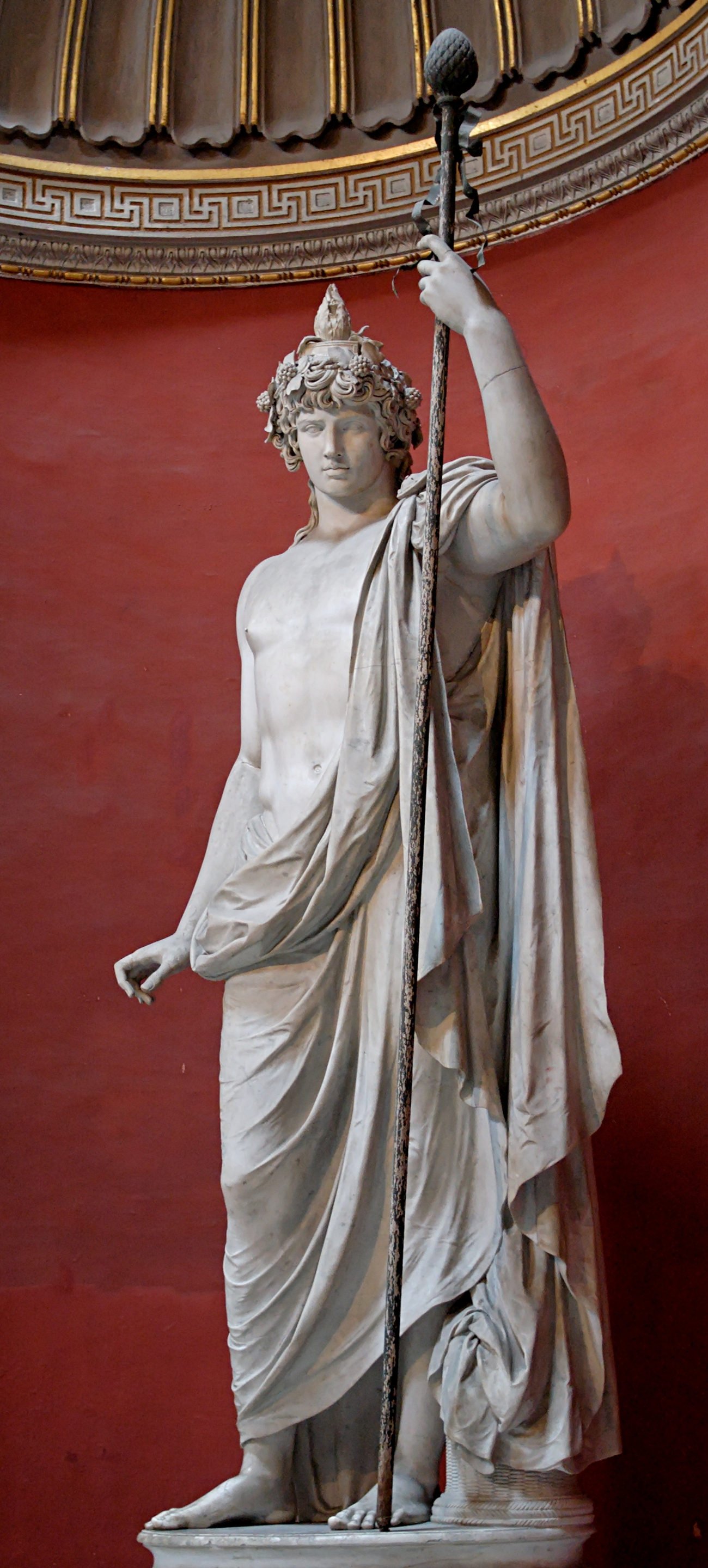
Як Бахус, Ватикан
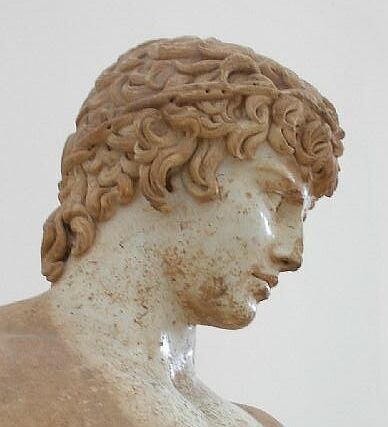
З Дельфів
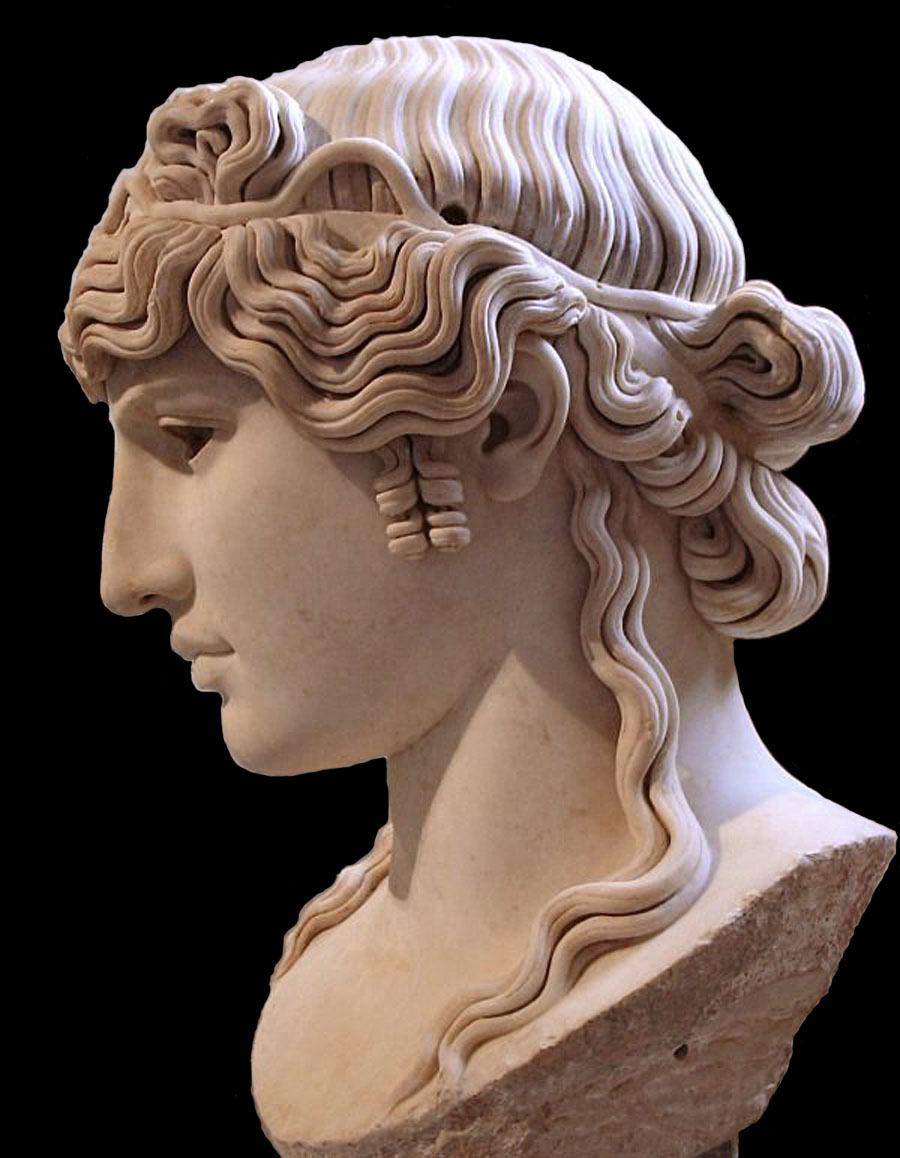
Антіной Мондрагон' у Луврі
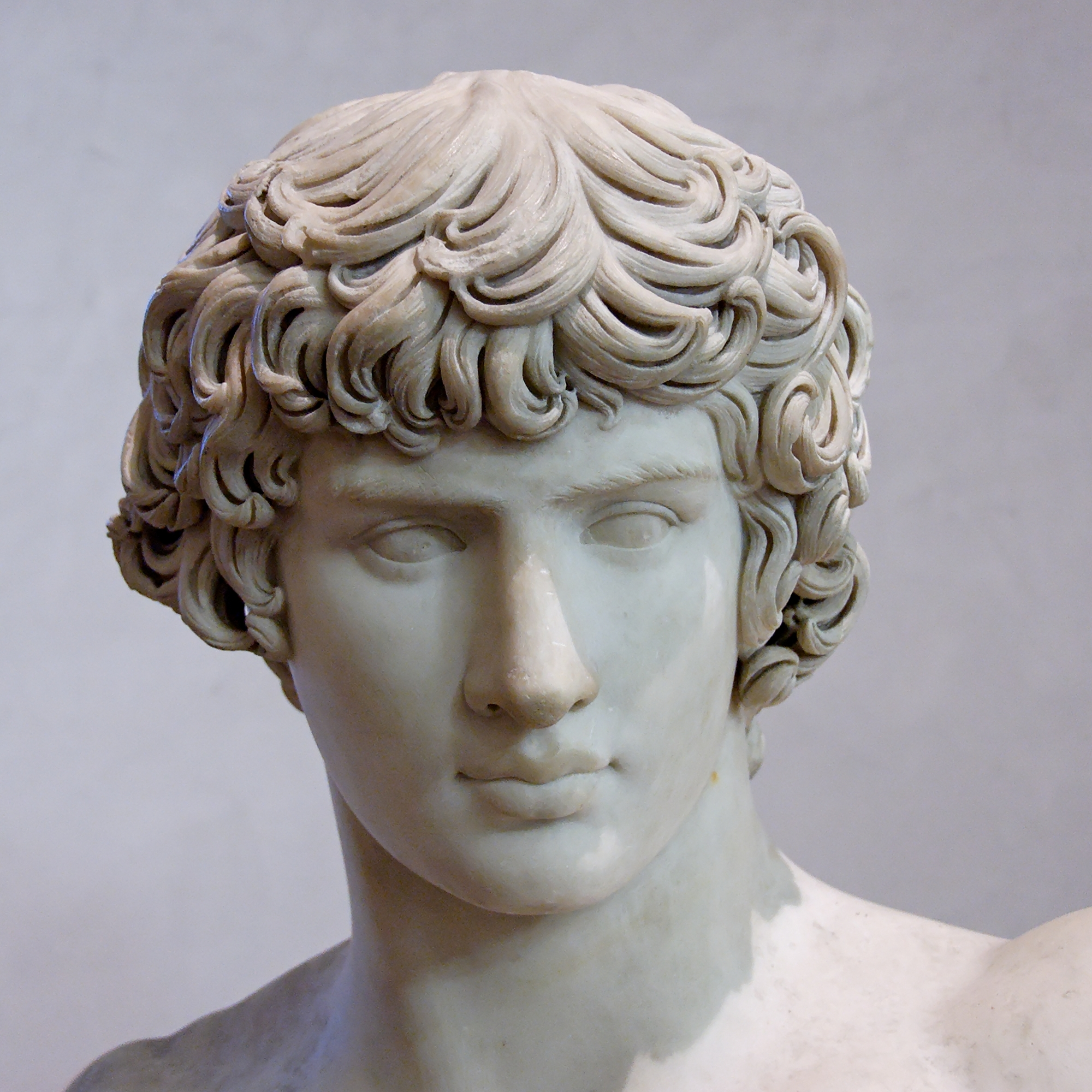
Антіной Екуен, з Вілли Адріана в Тіволі
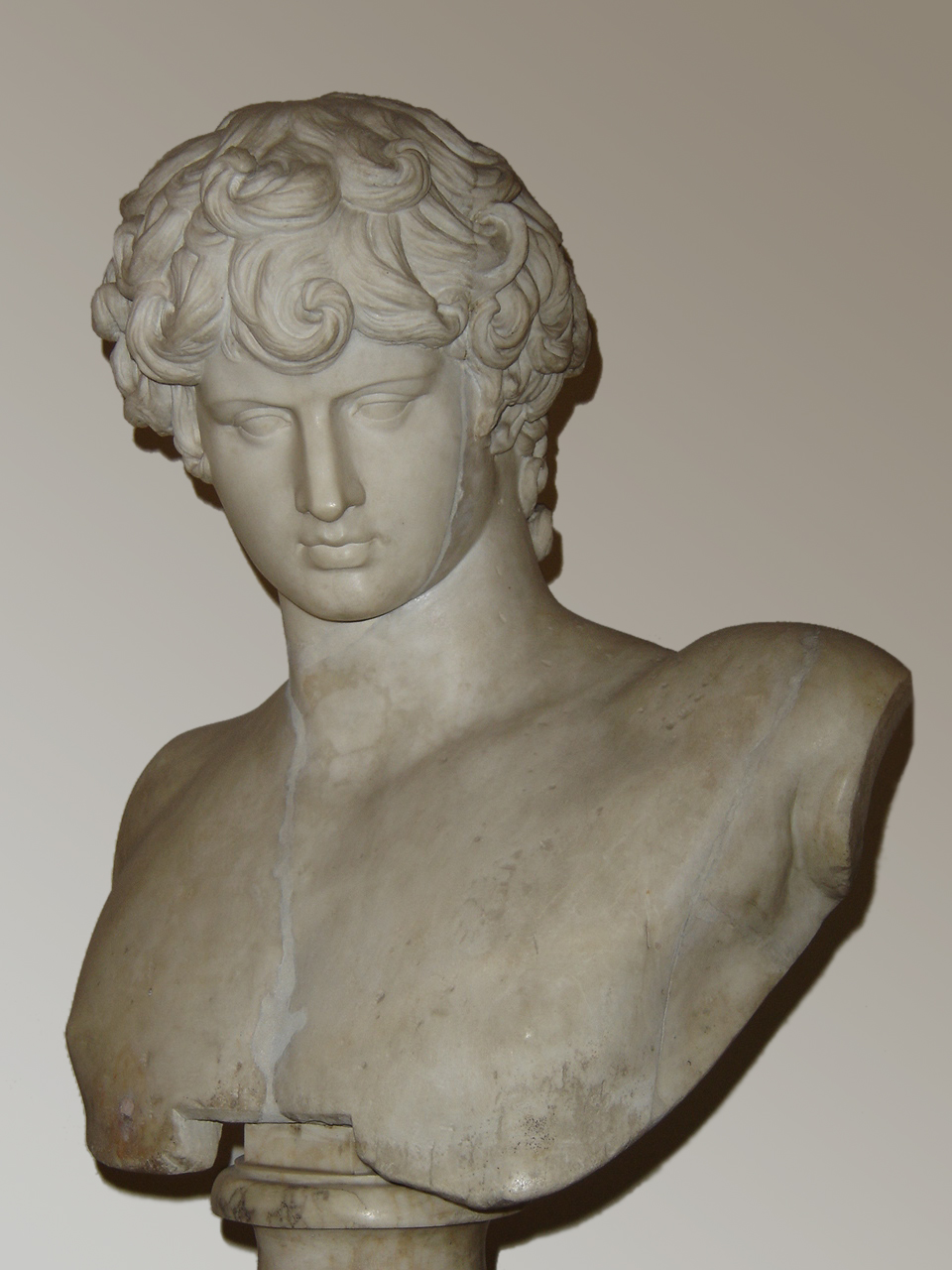
Погруддя Антіноя в Палаццо Альтемпс
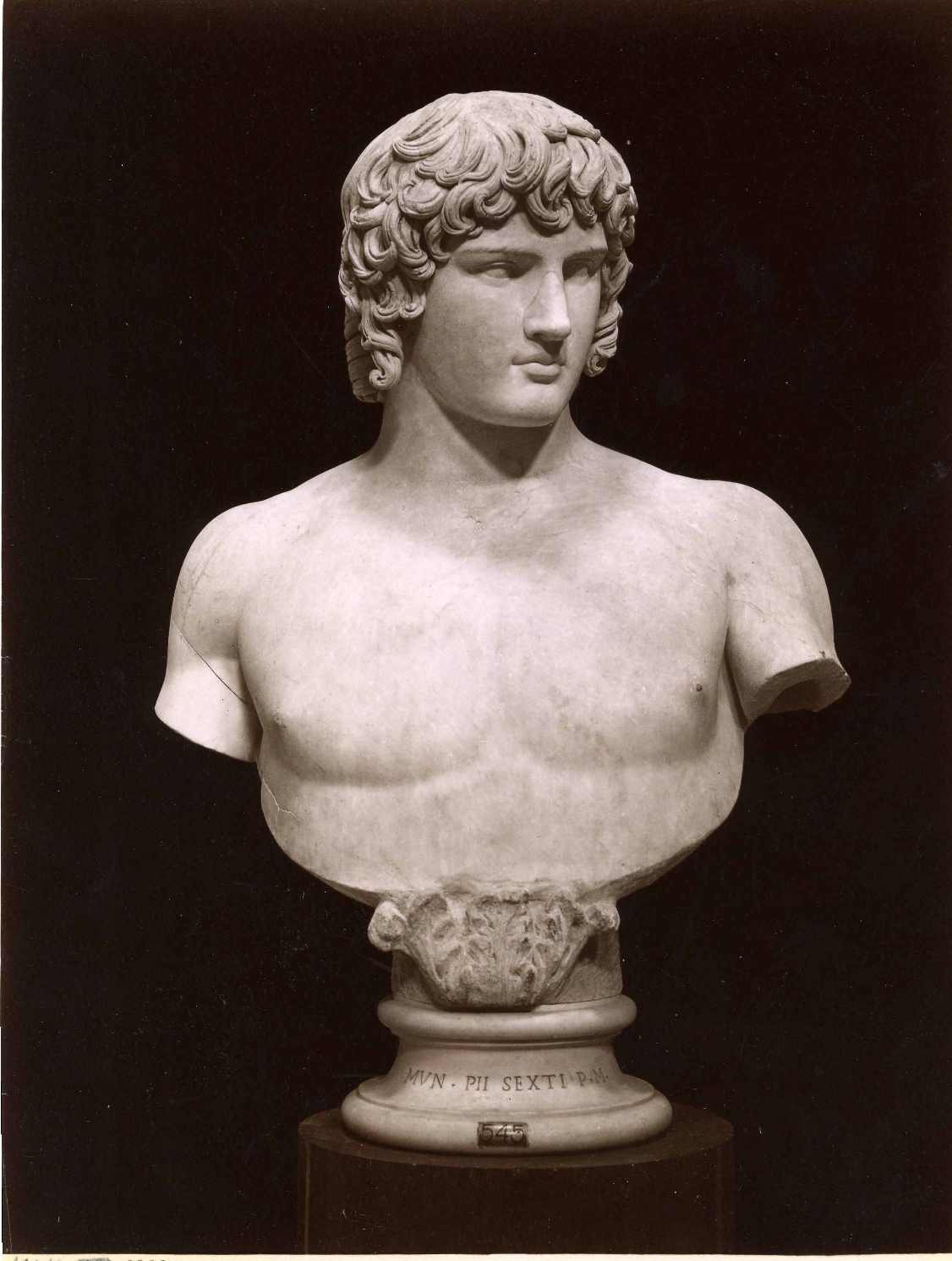
Колосальне погруддя з Вілли Адріана, Музеї Ватикану
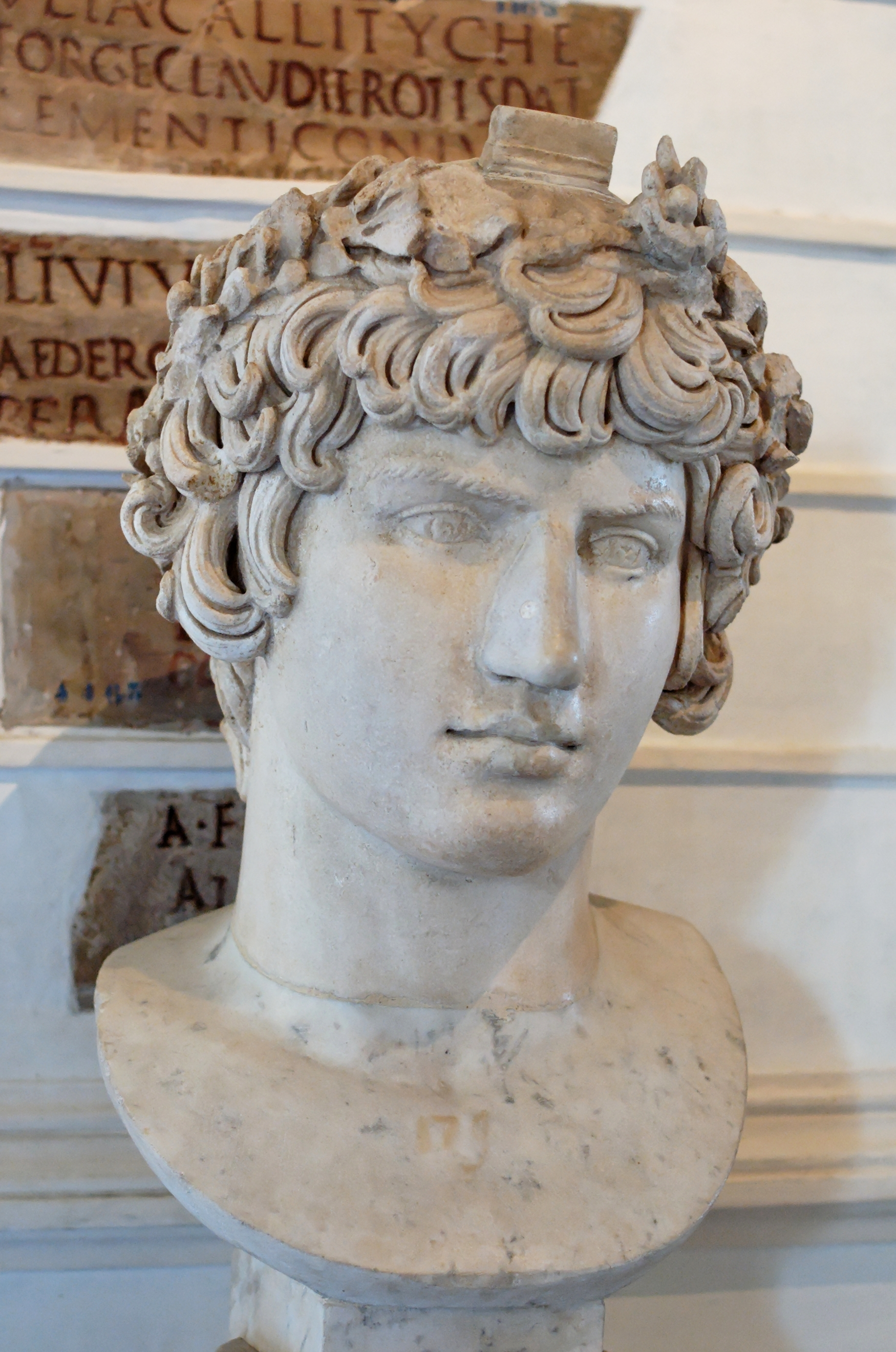
Як Бахус, Капітолійські музеї
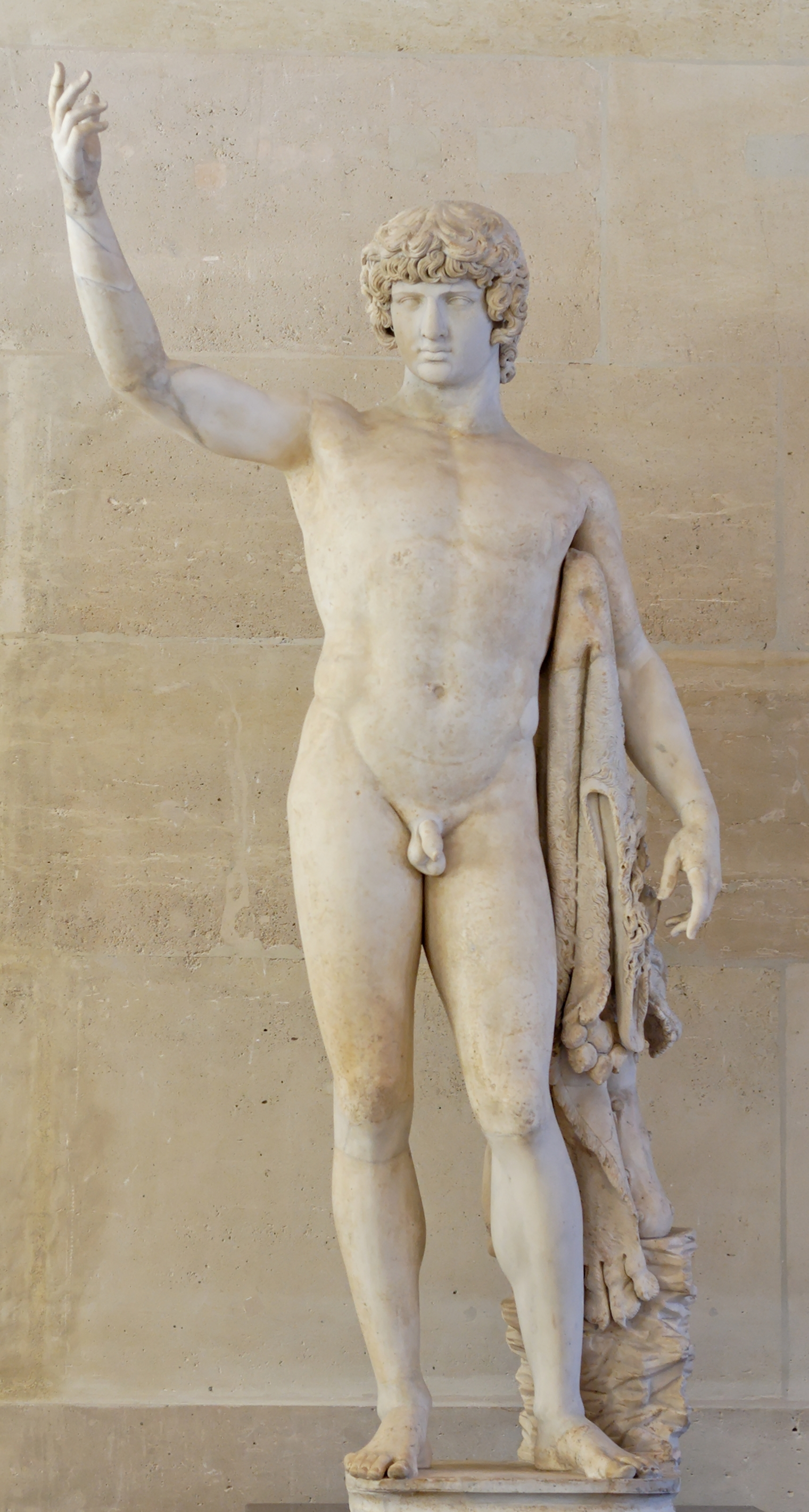
Антіной Браскі (Лувр)
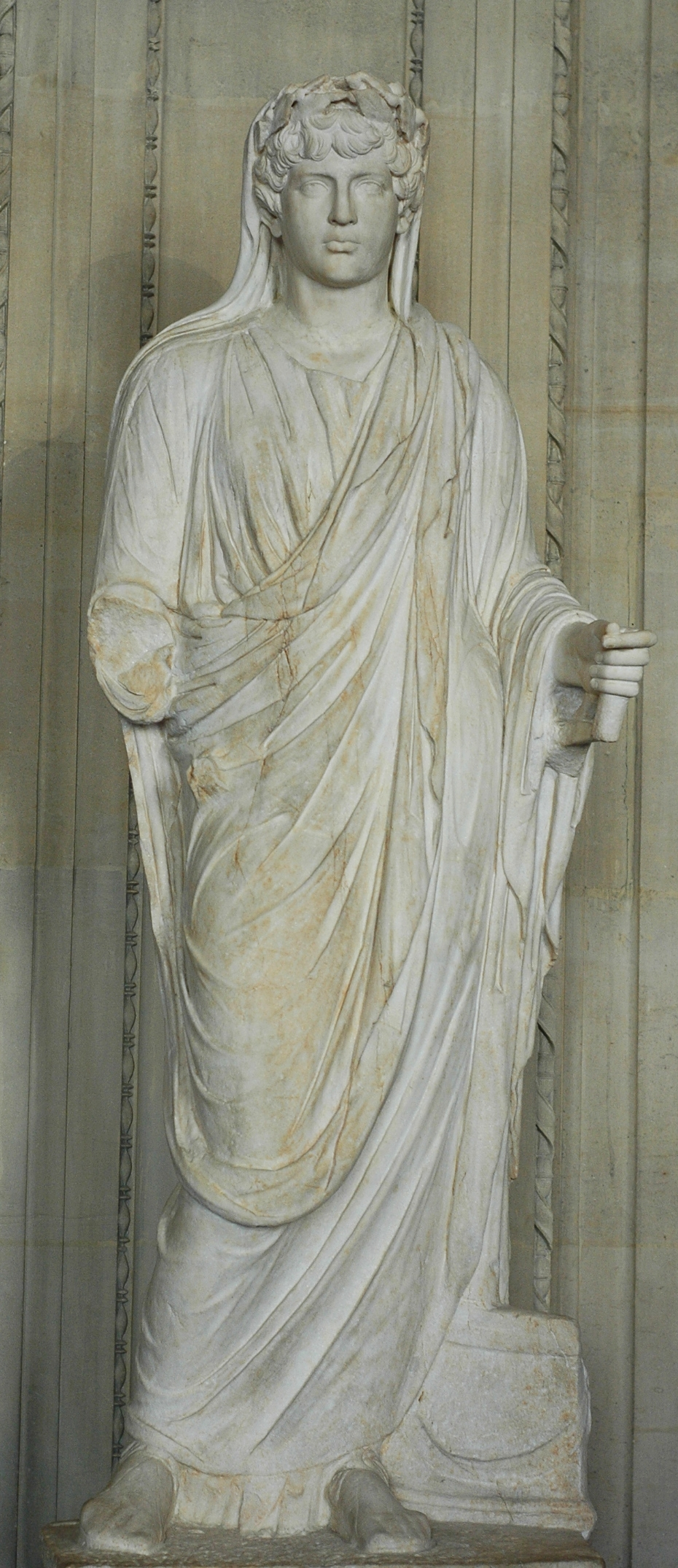
Антіной як жрець імператорського культу, (Лувр)
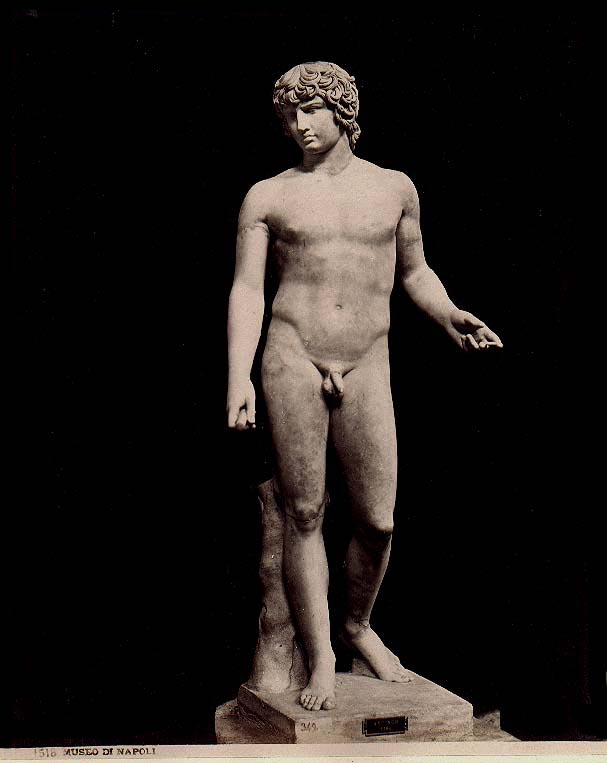
Антіной Фарнезе, Національний археологічний музей (Неаполь)
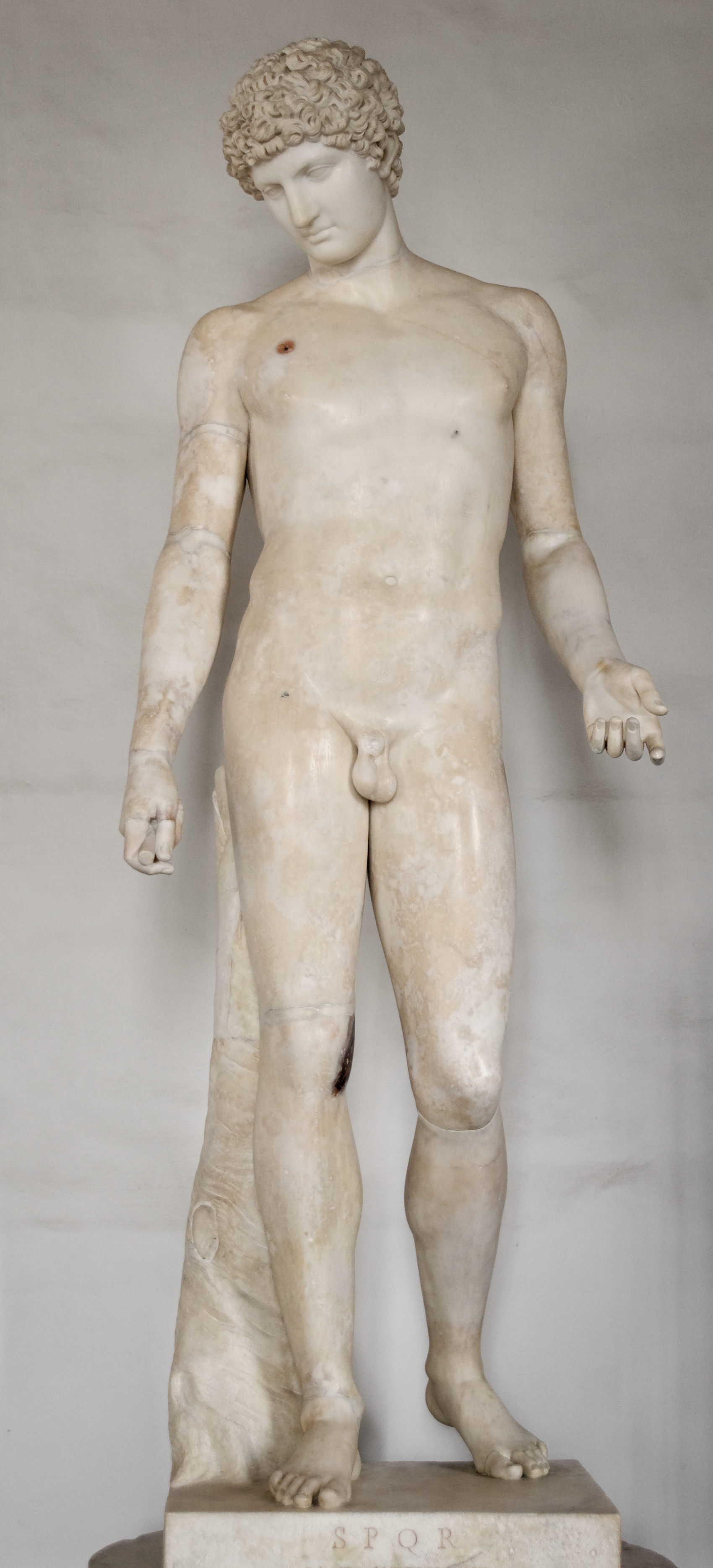
Капітолійський Антиной, Капітолійські музеї, з Вілли імператора Ардріана
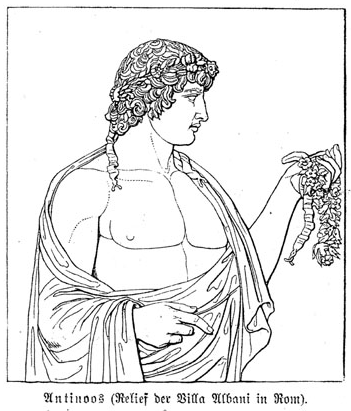
Вілла Албані рельєф з колекції Торлонія, Рим
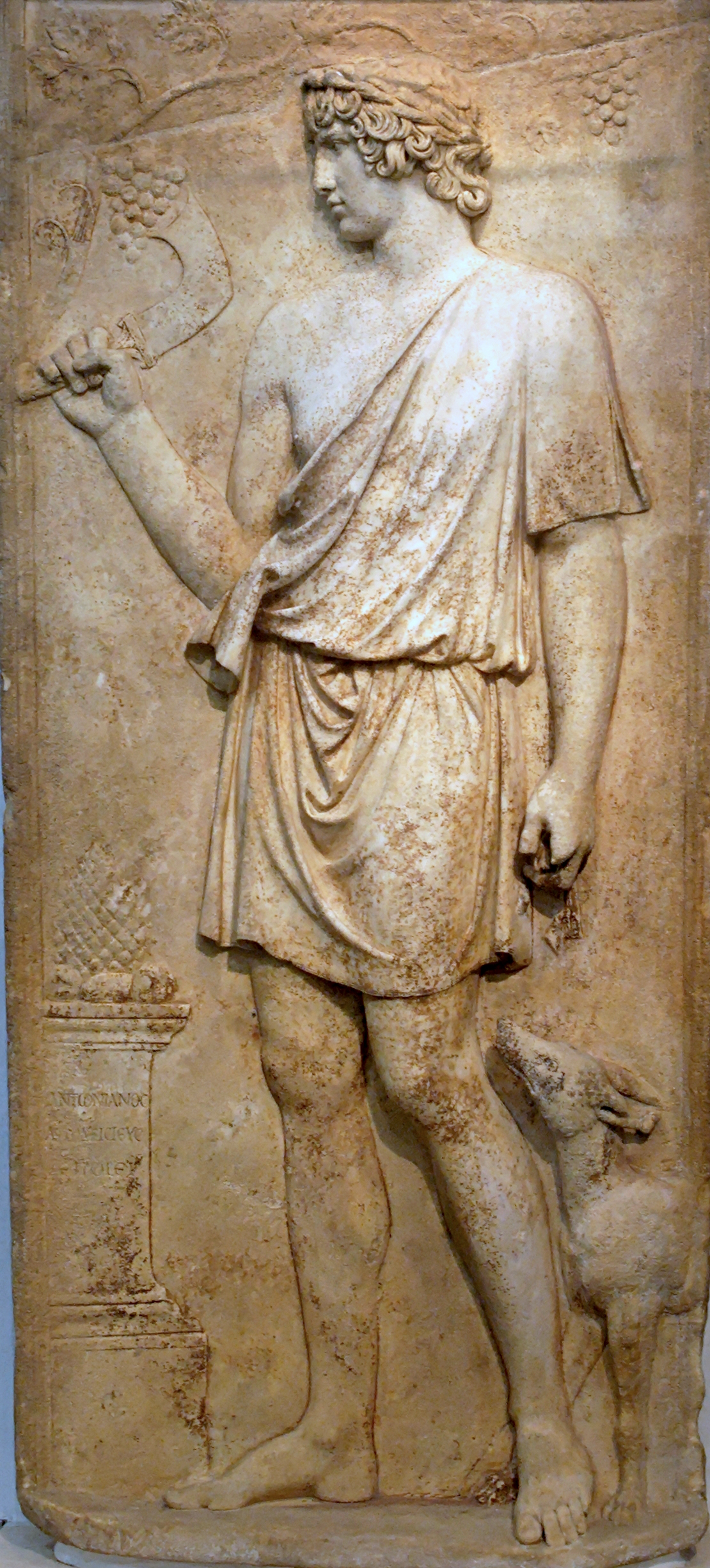
Relief, as Sylvanus, Національний римський музей
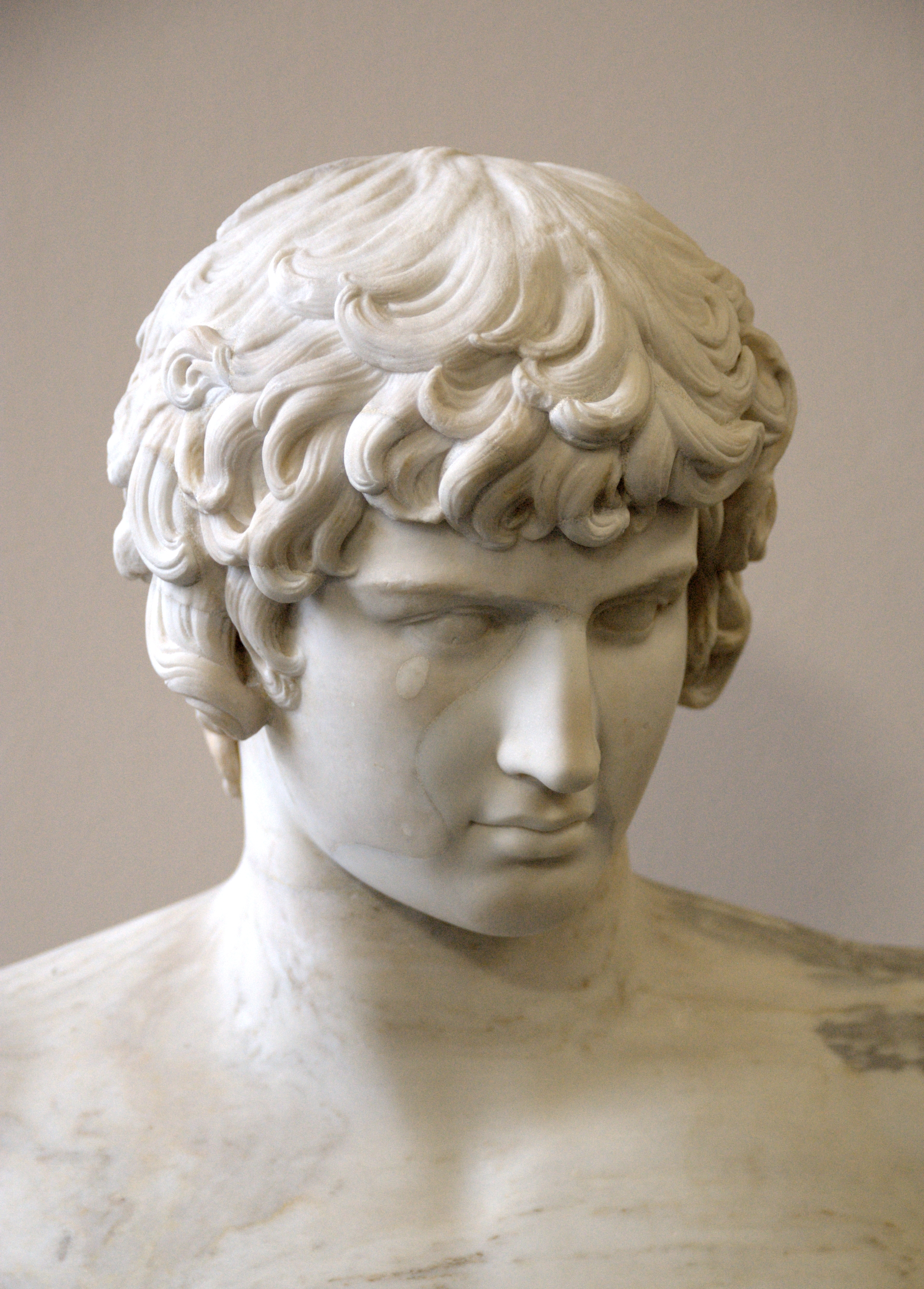
Голова (бюст сучасний), Берлінське античне зібрання
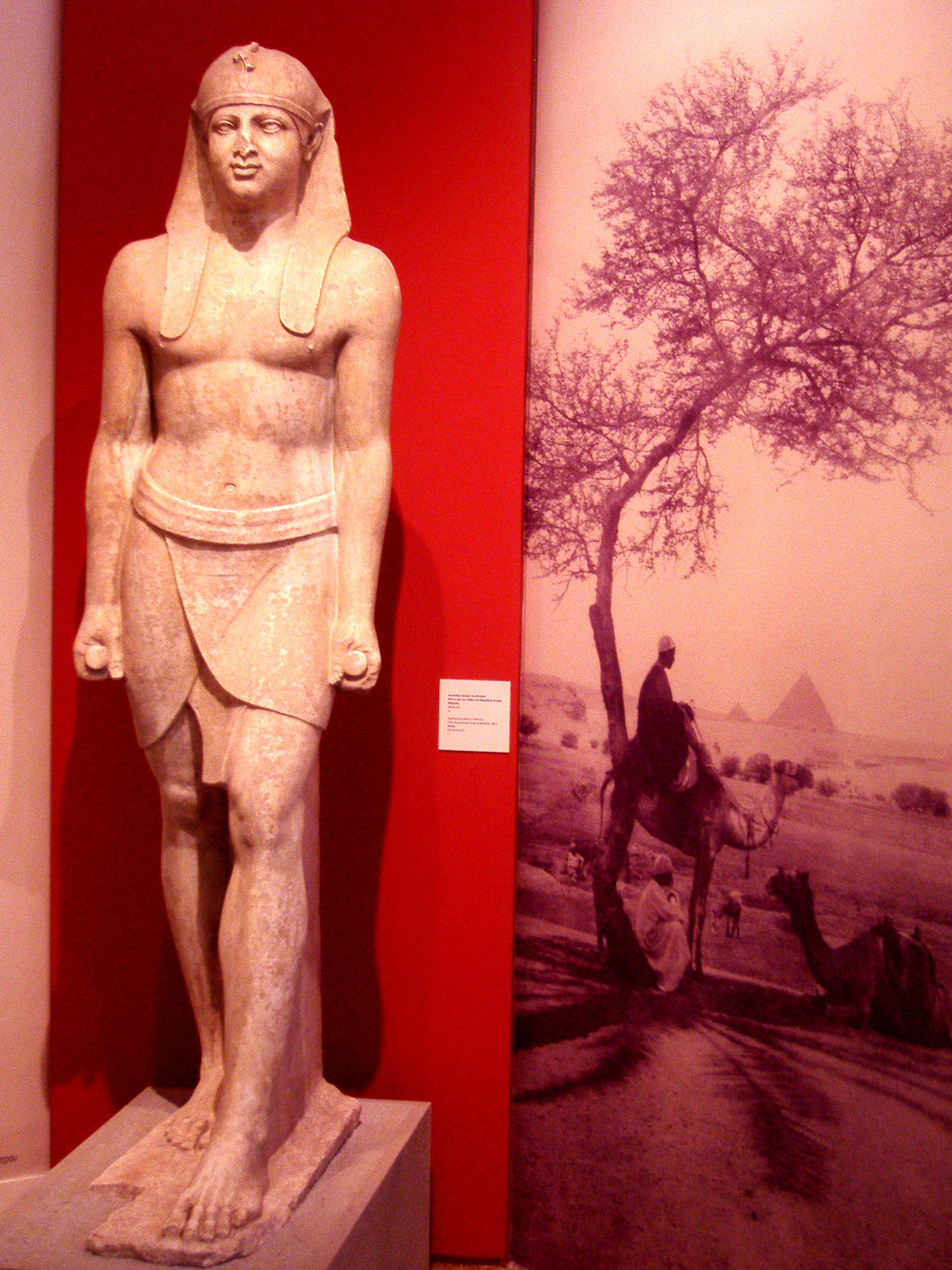
Єгипетська статуя Антіноя , Національний археологічний музей (Афіни)
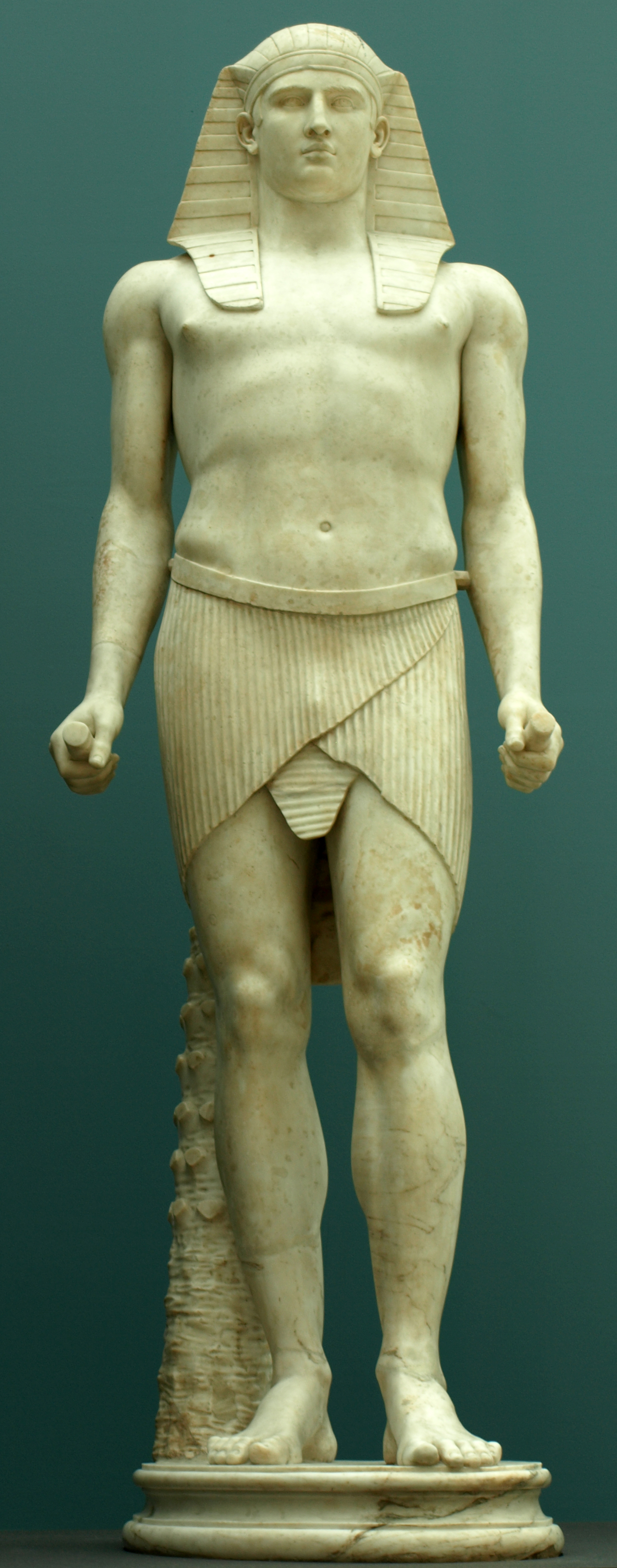
Антіной у образі  Осіріса, знайдено на території вілли Адріана у 18 ст.
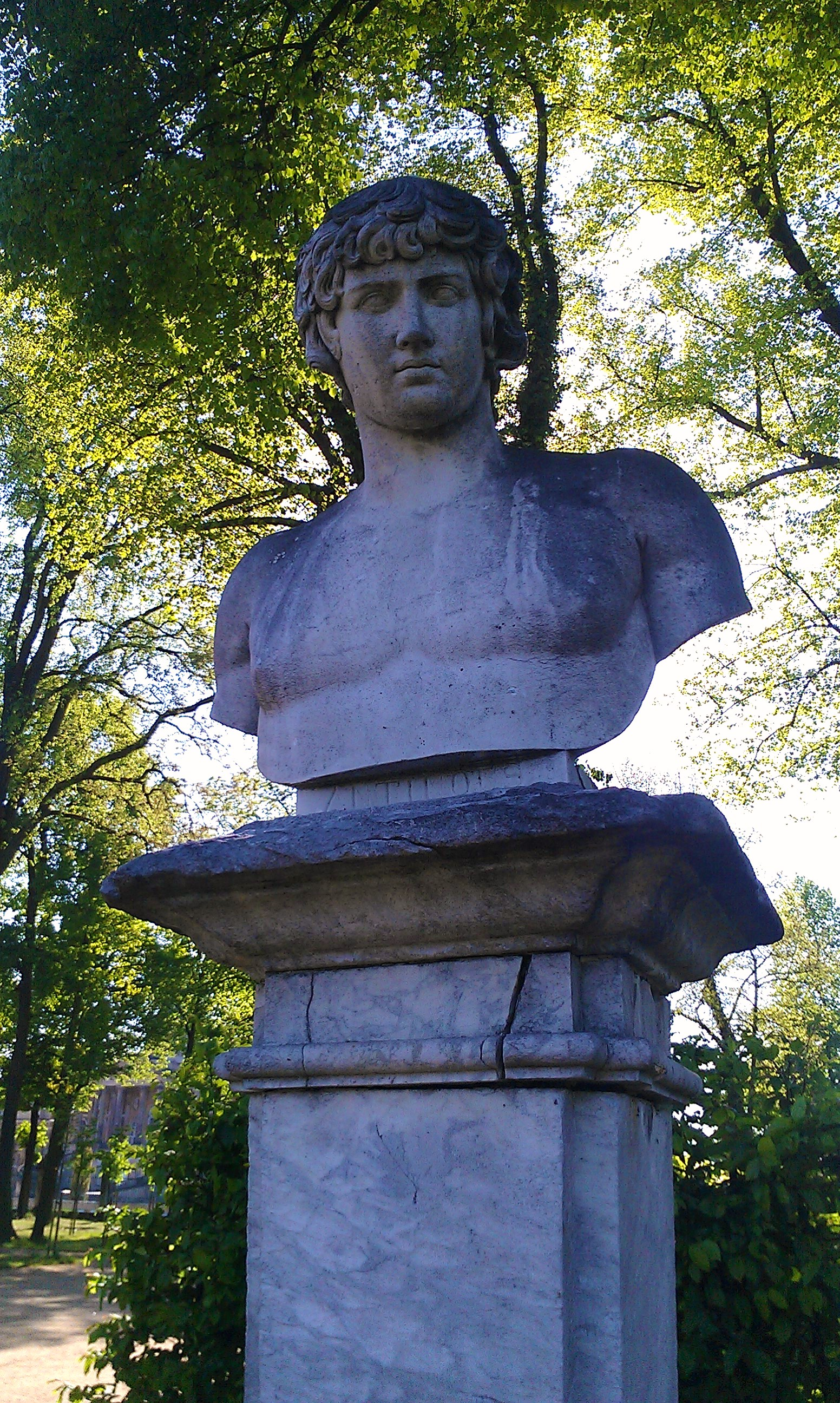
Скульптура Антіноя на прилеглій території Нового палацу в Потсдамі.